# Tribuna Farmacéutica
Tribuna Farmaceutica (abreviado Tribuna Farm.) es una revista con ilustraciones y descripciones botánicas que es editada desde el año 1932.